# Caso Richthofen
El caso Richthofen  es la denominación por la cual se dio a conocer el homicidio y consecuente investigación y juicio de las muertes de Manfred y Marísia von Richthofen, matrimonio asesinado por los hermanos Daniel y Cristian Cravinhos por orden de su hija Suzane von Richthofen.
Suzane y Daniel se conocieron en agosto de 1999 y empezaron una relación poco tiempo después. Ambos se hicieron muy próximos, pero su relación no tenía el apoyo de las familias, principalmente de los Richthofen, que la prohibieron. Suzane, Daniel y Cristian diseñaron un plan para simular un latrocinio y asesinar al matrimonio Richthofen, para que los tres pudieran dividirse la herencia de Suzane.
El día 31 de octubre de 2002, Suzane abrió la puerta de la mansión de la familia en el barrio de Brooklin, en São Paulo, para que los hermanos Cravinhos pudieran acceder a la residencia. Una vez dentro se dirigieron al segundo piso y mataron a Manfred y Marísia a golpes en la cabeza.
El interés social por el caso fue tan grande que la cadena TELE Justicia consideró transmitir el juicio en vivo y en directo. Emisoras de Televisión, radio y fotógrafos consiguieron en un principio autorizaciones para captar y divulgar sonidos e imágenes de los momentos iniciales y finales, pero al final se negaron dichas autorizaciones. Cinco mil personas se inscribieron para ocupar uno de los ochenta lugares disponibles en la platea, lo que colapsó, durante un día entero, la página del Tribunal de Justicia en internet. Suzane y Daniel Cravinhos fueron condenados a 39 años y 6 meses de prisión; Cristian Cravinhos fue condenado a 38 años y 6 meses de reclusión.

## Familia von Richthofen
La famosa familia von Richthofen de Alemania tuvo a nivel mundial varios miembros ilustres. Entre los parientes de la familia brasileña están: Ferdinand von Richthofen (geógrafo, 1833-1905); Oswald von Richthofen (diplomático, 1847-1906); Else von Richthofen (científica política, 1874-1973); Frieda von Richthofen (filósofa, 1879-1956); Manfred von Richthofen (aviador popularmente conocido como el Barón Rojo, 1892-1918); Lothar von Richthofen (aviador, 1894-1922); Bolko von Richthofen (arqueóloga, 1899-1983), Hermann von Richthofen (diplomático, 1933) y Wolfram von Richthofen (aviador responsable del bombardeo de Gernika y otras localidades españolas durante la guerra civil, 1895-1945).
Manfred Albert von Richthofen y Marísia se conocieron en la década de 1970, cuando ella cursaba medicina y él hacía ingeniería en la Universidad de São Paulo (USP). Tras la boda, fueron a estudiar en Alemania. A la vuelta, él empezó a trabajar para empresas privadas hasta llegar a la empresa Dersa, empresa estatal que se ocupa de las carreteras de São Paulo. Cuando volvió de Alemania, Marísia abrió una consulta de psiquiatría. Suzane nació el 3 de noviembre de 1983. Cuatro años después, nació Andreas.
En los alrededores de la casa donde la familia vivió casi quince años, en la Zona Sur de São Paulo, los cuatro miembros de la familia son recordados con simpatía. "Era la familia Doriana, la familia feliz", dice la psicóloga Luciane Mazzolenis, vecina de la pareja, a quién Suzane llamaba tía. Los von Richthofen se mudaron de casa - valorada en R$ 400 mil - en el 2000. Pero Manfred y los hijos pasaban a menudo para reacoger correspondencias y barrer las hojas del patio. Los conflictos familiares empezaron cuando Suzane empezó su relación con Daniel.

### Manfred von Richthofen
Manfred Albert von Richthofen (Erbach, 3 de febrero de 1953 - São Paulo, 31 de octubre de 2002) era un ingeniero alemán naturalizado brasileño, casado con la psiquiatra Marísia von Richthofen. A través de su padre, su rama de linaje habría perdido la mayoría de sus posesiones e influencia, principalmente en el transcurso de la caída del Imperio Alemán en 1918, y en la gran participación de su nación en la Primera Guerra (1914-1918) y Segunda Guerra Mundial (1939-1945). Manfred no era una persona expansiva, pero tenía muy buen humor, era muy inteligente y se preocupaba mucho de la educación de sus hijos.
Él trabajó en la empresa Dersa desde noviembre de 1998 y fue director de la misma a partir de junio de 2002. Como operario de la empresa, participó del proyecto de construcción del Rodoanel Mário Covas de São Paulo, vía expresa que circunda la ciudad, conectando varias carreteras. Manfred ganaba once mil reales mensuales, pero contaba con posesiones de su familia. Marísia, que mantenía una consulta psiquiátrica, ganaba en torno a veinte mil reales en consultas. La fortuna de Manfred se tasó en cerca de once millones de reales, en valores actualizados.

### Marísia von Richthofen
Marísia Von Richthofen (nacida Marísia Abdalla) nació y vivió durante catorce años de su vida en José Bonifácio, ciudad localizada a cuarenta kilómetros de San José del Río Negro. El abuelo de Marísia, Miguel Abdalla, se mudó de Sorocaba para José Bonifácio en 1920 y fue uno de los pioneros del comercio local. Con Miguel Abdalla, se mudaron para Bonifácio sus hijos, entre ellos Salim Abdalla, que se casó con Lourdes Magnani y tuvieron dos hijos - Miguel Neto y Marísia. La psiquiatra estudió en José Bonifácio hasta 1966, que se mudó a São Paulo con sus abuelas. La noticia dejó perplejos a sus parientes de Sorocaba y José Bonifácio. Hija de descendientes de italianos y libaneses, se formó en la USP con su hermano. Era considerada la más extrovertida y popular de la familia Richthofen.

### Suzane von Richthofen
Suzane Louise von Richthofen (São Paulo, 3 de noviembre de 1983) nació en una familia de clase media alta de la ciudad de São Paulo, hija del ingeniero Manfred Albert von Richthofen y de la psiquiatra Marísia von Richthofen y hermana de Andreas Albert von Richthofen. Su padre, nacido en Erbach, emigró a Brasil después de una propuesta de trabajo, recibida debido a su formación como ingeniero. Hasta que ocurrió el delito que culminó en su prisión, Suzane vivía en una mansión en la región del Brooklin Viejo.

### Andreas von Richthofen
Andreas Albert von Richthofen (São Paulo, 26 de abril de 1987) era considerado tímido, un chico casero, con pocos amigos. Pasaba la mayor parte del tiempo encerrado en su cuarto viendo la televisión o en el ordenador, era educado con los empleados de la mansión y esperaba la llegada de su padre todos los días, momento en el que hablaban sobre su día. Cuando la familia iba para la casa de campo, en Son Roque, interior de São Paulo, Andreas y Manfred se dedicaban a la carpintería y cuidaban de las plantas del jardín. Acostumbrado con el estilo europeo de educación dentro y fuera de casa, pues estudió algunos años en un colegio para descendientes de alemanes, Andreas estudiaba dos idiomas y era cinturón marrón de Kárate. Andreas tenía un temperamento reservado, como el de su padre. Recibía cerca de dos mil reales mensuales de paga de sus padres y, al contrario de Suzane, guardaba la mayor parte del dinero.
Suzane y Andreas eran muy próximos uno del otro. En consonancia con los relatos, los dos siempre estuvieron muy unidos, y eran cómplices y confidentes. "Uno siempre protegió al otro", afirmó una amiga de infancia de Suzane. "Nunca los vi peleándose". Hablaban mucho y se llevaban bien", decía la exempleada Silândia. A Andreas también le gustaba juguetear en el patio de casa con la escopeta de perdigones y cuidar de su conejillo de indias. Andreas estudió con su hermana en el Colegio Humboldt hasta finales de 2001, cuando pasó a estudiar en el Colegio Vértice, por decisión de sus padres, ya que Suzane no había pasado en la selectividad para acceder a la USP. En la época, el Colegio Vértice era número uno en aprobados de selectividad para acceder a la USP.
Después de su primer testimonio, en 31 de octubre de 2002 Andreas fue alejado de su hermana, pasando a vivir con su único tío materno, Miguel Abdalla. Se encontró con Suzane por primera vez el 13 de noviembre, en la reconstitución del crimen, en la mansión de la familia. En 14 de noviembre visitó a su hermana en el 89.º DP, en el barrio Morumbi, en São Paulo, acompañado del abogado de Suzane, Denivaldo Barni. En esa ocasión, Barni divulgó una nota supuestamente escrita por Andreas. En el juicio de la hermana, Andreas afirmó que fue coaccionado a escribir esa nota de perdón a su hermana.
Después de la divulgación de la supuesta nota, Andreas fue "bombardeado" por los medios sensacionalistas de comunicación, pero el fiscal Roberto Tardelli y el tío de Andreas, Miguel, salieron en su defensa, afirmando que la nota fue un "golpe bajo" de Suzane y su abogado, Denivaldo. Tales críticas llamaron la atención del Centro de Apoyo Operacional de las Fiscalías del Niño y Adolescente, que envió una notificación al abogado de Suzane. Andreas visitó a Suzane por última vez la Nochebuena de 2002, en la cárcel de Carandiru, donde no hizo cola. Según la directora de la cárcel de Carandiru, Andreas entró directo porque su presencia en la cola podría haber causado un alboroto. Andreas obtuvo también permiso para que un Audi A4 fuera a recogerlo dentro de la penitenciaria, causando revueltas de los familiares de detenidas aparcaban sus coches en la calle. La directora dijo que quién fue a buscar a Andreas era un abogado, por eso pudo entrar con el coche.
En 2004 tenía plaza en las cinco principales universidades del estado de São Paulo. En 2005, cuando Suzane fue liberada fue a hablar con el fiscal Tardelli "temiendo su muerte", después de ver a Suzane rondando la casa en que él vivía con su tío y su abuela materna. Andreas supo que ella había visitado la casa cuando la abuela, Lourdes, estaba sola y además hizo fotos de él con la abuela. Andreas y su tío Miguel no perdonaron a Suzane y no aceptaron acogerla en su periodo de libertad. La abuela materna, Lourdes, perdonó a la nieta, pero declaró que "no podía aceptar una actitud de esas y no quería compartir el mismo techo con ella". Andreas nunca habló sobre el crimen para la prensa y no visita a Suzane desde la Nochebuena de 2002. Durante el periodo de libertad, Suzane declaró que llamaba a su hermano una vez por semana, pero él no respondía. Y cuando lo hacía, la conversación acababa en discusión.
Andreas estudió Farmacia y Bioquímica en la Universidad de São Paulo entre 2005 y 2009. Ingresó en el doctorado en Química Orgánica en 2010, en la misma universidad y recibió una beca del CNPq. Vivió en Vila Congonhas, Zona Sur de São Paulo, con su tío Miguel Abdalla y la abuela materna Lourdes Magnani Silva Abdalla (fallecida en 2006) desde noviembre de 2002 hasta mediados de septiembre de 2011, cuando se supo que Andreas se mudó a Zúrich, en Suiza.

## Familia Cravinhos
Los Cravinhos eran considerados la "familia ruidosa" por los vecinos, pues reparaban coches y motos y probaban aeromodelos en el barrio. Casados hace 42 años y de los cuales 30 viviendo en la misma ciudad, Nadja y Astrogildo tuvieron su primer hijo Marco, hoy casado, que ayudaba financieramente a sus padres. Cristian, el del medio, era el problemático. Discutía con los vecinos y pasaba el día arreglando motos. Le gustaban los deportes radicales: saltaba en paracaídas y hacía motocross. Daniel, el más joven, era simpático y educado. Desde los 13 años, se dedicaba al aeromodelismo. Fue campeón paulista, brasileño, panamericano, sudamericano y el quinto mejor del mundo en aeromodelismo en 1998, en un campeonato disputado en Kiev, Ucrania. Compañeros del aeródromo dicen que era muy habilidoso para construir y pintar los aviones. Y vivía de eso, ganando casi 1,4 mil reales por unidad. Llegó a cursar seis meses de derecho en la Universidad Paulista (UNIP), pero la dejó porque no le gustó el curso. En la década de 1970, su padre Astrogildo fue condenado por falsedad ideológica por usar una identidad falsa de la Orden de los Abogados de Brasil. Más tarde, estudió derecho, pero nunca ejerció. Se jubiló como secretario judicial. Los vecinos nunca oyeron peleas ni discusiones en la casa de los Cravinhos.

### Daniel y Cristian Cravinhos
Daniel Cravinhos de Paula e Silva (São Paulo, 1981): autor del asesinato de Manfred. Daniel fue condenado a 39 años y medio de prisión. Recibió en febrero de 2013, junto de su hermano, el derecho de tercer grado, en que podía salir de día para trabajar y volver a la cárcel para dormir.
Cristian Cravinhos de Paula e Silva (São Paulo, 1975): autor del asesinato de Marísia. Se drogaba en la época del crimen, y llegó a ser ingresado en una clínica de rehabilitación. Cristian fue el primero en confesar el crimen y en la reconstitución del crimen se emocionó. Hasta hace poco, los hermanos Cravinhos eran inseparables. Daniel y Cristian permanecen en la misma penitenciaria, pero ya no comparten celda y no se hablan. El motivo de la discordia de los hermanos es la estrategia de defensa. Cristian se volvió evangélico y compone músicas en la prisión, donde se casó y tuvo una hija. Cristian fue condenado a 38 años y medio de prisión. Como su hermano, recibió en febrero de 2013 el derecho de tercer grado, en que puede salir de día para trabajar y volver a la prisión para dormir

### Astrogildo y Nadja de Paula e Silva
Astrogildo Cravinhos de Paula e Silva (São Paulo, 1945): secretario jubilado y padre de Daniel y Cristian. Concedió diversas entrevistas y fue criticado por criticar a la pareja Richthofen en varias declaraciones para, según el fiscal Roberto Tardelli, hallar una justificación para el crimen. En 2010, Suzane afirmó que Astrogildo fue quien ordenó el crimen.
Nadja Quissak Cravinhos de Paula e Silva (São Paulo, 1946): profesora de pintura y madre de Daniel y Cristian. Concedió una única entrevista sobre el caso, para la Revista Crecer de diciembre de 2002. "Yo perdono a mis hijos. Si no lo hiciera, no sería digna de ser madre. Pero creo que ellos necesitan un castigo", declaró en la entrevista.

## Relación con la Familia Cravinhos
En una tarde de domingo de agosto de 1999, Manfred, Marísia, Suzane y Andreas fueron dar un paseo en el Parque del Ibirapuera. Conocieron a Daniel, competidor de aeromodelismo. Andreas se interesó por la práctica recreativa y pidió a sus padres hacer el curso. Daniel comenzó a dar clases de aeromodelismo para Andreas. En poco tiempo, los dos se hicieron muy amigos. Daniel llevaba al niño para andar en bicicleta y para disputar carreras de scalextrix. Según algunos conocidos, Andreas habría ayudado a su hermana a aproximarse a Daniel. "Suzane dijo que Daniel era muy guapo y le mandó una carta por medio de Andreas", dijo una amiga de la infancia de Suzane. A Manfred y Marísia no les importó que Suzane empezase a salir con Daniel. Creían que sería pasajero.
Los informes afirman que Andreas escuchaba los secretos de su hermana y participaba en la vida de Suzane con su novio. Según esos informes, Andreas solía practicar algunos delitos en compañía de la pareja. Escondido en el maletero del coche - dijo Andreas a interlocutores -conoció un motel con su hermana y su cuñado, donde fumaron marihuana. A través de la pareja Andreas probó la marihuana por primera vez, en el Parque Villa Lobos. Daniel, según Andreas afirmó a los policías que investigaban el caso, era como un "hermano mayor". "Cristian también era un buen amigo", dijo él en los testimonios.
Con el tiempo, la relación se hizo más seria y Manfred y Marísia se comenzaron a preocupar. Para sobrevivir, Daniel hacía uno o dos aviones al mes y los vendía por casi R$ 1.400. También hacía mantenimiento y vendía piezas para aficionados. Suzane pedía dinero además de la paga a su padre para prestárselo al novio y le compraba mucha ropa y regalos. Su hermano Cristian llegó a ser ingresado por consumo y dependencia de cocaína y vivía envuelto en deudas con traficantes. También llegó a trabajar como informador de la policía. La pareja Richthofen creía que Daniel no hacía bien su hija.
Amigos de Suzane y Daniel cuentan que los dos cambiaron cuando la relación adolescente se hizo más seria. Suzane perdió la virginidad con Daniel a los 16 años y en la misma época empezaron a fumar marihuana casi todos los días, probando también el éxtasis. El último viaje que Suzane hizo sin su novio fue a la casa de playa de una de sus mejores amigas, en Puerto Seguro, en Bahía, en la Nochevieja del año 2000. Tras eso, era difícil encontrarla sin Daniel. Para quedar con su novio, Suzane dejó de ir a la fiesta de graduación en el colegio, lo que enfadó profundamente a sus padres. En la facultad, el contacto de la pareja era tan estrecho que no se perdían ninguna excursión. Daniel se quedaba al lado de la novia incluso en las actividades extra-escolares. Acompañó a Suzane y su clase cuando visitaron el Forum João Mendes Júnior, en el centro de la ciudad, y la Asamblea Legislativa. 'Parecía que la vida de uno iba en función de la del otro. Ella sólo paseaba, salía por la noche o viajaba con él', cuenta Beatriz Chagas, de 20 años, compañera de clase de Suzane en la PUC. Algunos compañeros de aeromodelismo dicen que Daniel también cambió. A veces no iba a los entrenamientos para ir a buscarla, dice el estudiante de Derecho y aeromodelista Ênio Tosta. En su cuarto, en casa de sus padres, Daniel colocó dos corchos con decenas de fotos de él y de Suzane. Una caricatura de la pareja también compartía espacio con el aeromodelo que utilizaba en las competiciones. Sobre la cama, había una almohada estampada con una foto de Suzane al lado de sus muñecos de peluche. Desde el inicio de la relación la pareja aprovechaba las tardes para ir al motel Disco Verde en taxi. Pero, a finales de 2001, los padres empezaron a intentar convencer a Suzane de que pusiera fin a la relación, pues descubrieron que Daniel estaba metido en drogas y su hija "desmotivada" con los estudios. Suzane empezó a pasar las noches con Daniel, a escondidas, diciéndoles a sus padres que se iba a quedar en casa de unas amigas, estudiando. 'Ella nos avisaba y el resto encubría la mentira', recuerda una de sus amigas. En una noche de abril de 2002, la estrategia no funcionó. Marísia llamó a la mejor amiga de Suzane y descubrió que su hija no iba a dormir allí. Exigió explicaciones la mañana siguiente, cuando Suzane volvió a casa, y Suzane contó que había pasado la noche en un motel. Marísia y Manfred decidieron prohibir definitivamente la relación.
El día de la madre del año 2002, los von Richthofen iban a comer en un restaurante de Son Roque, en São Paulo. Suzane no quiso ir, insultó a su padre y su padre le pegó por primera vez, a los 18 años. Manfred abofeteó a su hija, que salió de casa diciendo que no volvería más. Pero volvió, prometió a los padres que la relación había acabado y se quitó la alianza de compromiso del dedo. Sin embargo, la relación continuó a escondidas.
Con la prohibición, Suzane, que acostumbraba pasar tardes enteras conversando con la madre, se alejó de una vez de los padres. Peleaba con la familia cada vez que llegaba en casa con el novio. 'En julio, mis padres fueron pasar un mes fuera. Aquel mes fue como un sueño', dijo Suzane. Cuando ellos llegaron, Suzane sugirió que le compraran un apartamento o flat para que ella pudiera vivir con Daniel. Manfred rechazó, diciendo que la hija debería formarse, trabajar y - ahí sí - vivir con quien quisiera. La negativa incentivó la planificación del asesinato.
A principios de septiembre de 2002, el 12.º Batallón de la Policía Militar de São Paulo fue llamado para separar una pelea en una casa en Campo Bello, barrio de clase media en la Zona Sur de São Paulo. Los policías llegaron al lugar a las 2h de la mañana. Encontraron al ingeniero Manfred von Richthofen en el portón, en bermudas, camisa y chanclas. Trastornado, Manfred golpeaba en la boca al novio de su hija, Daniel Cravinhos, de 21 años. La chica, Suzane, de 19 años, intentaba calmarlos. Al poco tiempo, los ánimos se calmaron. Pero padre y novio acabaron la discusión con pequeñas amenazas. 'Cualquier día de estos acabo con ese chaval', dijo Manfred a uno de los policías. Un poco menos tranquilo, Daniel contó que el ingeniero amenazaba con pegar a su hija si continuaban con su noviazgo. 'Tengo ganas de pegar a ese viejo', afirmó. Era la tercera intervención de la policía en peleas entre los dos, pues en mayo y junio, llamadas anónimas ya habían pedido ayuda en peleas parecidas. El motivo era siempre el mismo: Suzane llegaba tarde a casa e intentaba entrar con Daniel, el padre se lo impedía y empezaban las discusiones.
En el entierro de Manfred y Marísia, la alianza de compromiso estaba de nuevo en el dedo de Suzane. Incluso la pasión entre ellos resistió a los primeros meses de prisión, pero en marzo de 2004, una carta de Daniel dio la primera señal de que el amor no era el mismo: "No sé por qué no habla más con mis padres ni conmigo, será que no confía más en mí?"

## Asesinatos
Suzane y los Cravinhos, días antes del crimen, hicieron una prueba de ruido con disparos de arma de fuego. Tras la prueba descartaron la idea de utilizar una. La tarde del 31 de octubre de 2002, Suzane y Daniel Cravinhos repasaron por última vez los planes del asesinato de los padres de Suzane. Conversaron con Cristian, que vivía en la casa de la abuela, el cual, aún reacio, no confirmó que participaría en lo que ocurriría esa noche. Daniel pidió a su hermano que pensara al respeto y, si decidía ayudarlos, que los esperara en una calle X, próxima a un cyber café dónde llevarían a Andreas. Aquella noche, el hermano de Suzane, Andreas, con motivo de sus quince años, fue con su hermana y su cuñado a un cyber café. Le convencieron diciéndole que en el aniversario de su hermana con Cristian irían a un motel y por su cumpleaños irían a LAN house, y que Suzane convencería a sus padres de que faltase al colegio el día siguiente.
Cristian ya estaba en el cyber café. Llegó al local a las 22h12 y salió a las 22h50, para que Andreas no lo viera. Alrededor de las 23h20, Suzane y Daniel se encontraron con Cristian cerca del local. Los tres siguieron para la mansión de los von Richthofen en el Volkswagen Gol de la estudiante. Días antes de la noche del asesinato, Suzane había meticulosamente desconectado la alarma y las cámaras de vigilancia de la casa, para que ninguna imagen del trío llegando fuese capturada.
Alrededor de medianoche, aparcaron el coche en el garaje. Según la policía, en el coche ya estaban las barras de hierro huecas que fueron utilizadas en el asesinato. Iban vestidos con blusas y bermudas para evitar que cayeran pelos por la casa, material que podría ser usado por la policía para probar la autoría del crimen. Suzane abrió el portón, subió las escaleras y encendió la luz del pasillo, para que los hermanos tuvieran visión del cuarto de sus padres. Marísia y Manfred dormían. La estudiante cogió bolsas de basura y guantes de cirugía, que usaba su madre, psiquiatra.
Los hermanos, armados con barras de hierro, entraron en el cuarto de la pareja. Daniel iba en dirección al ingeniero Manfred, mientras Cristian iba en dirección a Marísia. Ambos fueron golpeados en la cabeza. Manfred falleció al instante; Marísia, al ser atacada, despertó e intentó defenderse con las manos. Por eso tenía tres dedos rotos. Cristian dijo a la policía que golpeó a Marísia cinco veces y colocó una toalla en la boca para que parase de suplicarle que no atacasen a sus hijos que, para ella, estaban durmiendo. Según el relato de Cristian, en un determinando momento, mientras agonizaba, Marísia emitió un sonido "parecido con un ronquido". Para intentar silenciarla, Cristian Cravinhos entonces cogió una toalla en el cuarto de baño de la pareja y la ató a la garganta de la psiquiatra, lo que rompió uno de los huesos del cuello de Marísia. Tras confirmar que los dos estaban muertos, Daniel colocó un arma de Manfred cerca de su brazo, al lado de la cama, y cubrió su rostro con una toalla. Envolvieron el cuerpo de Marísia en una bolsa de basura, que Suzane había dejado en la escalera para que los hermanos depositaran las barras de hierro y sus ropas manchadas de sangre de sus padres.
"Llegamos a casa, entré y fui al el cuarto de mis padres. Ellos estaban durmiendo. Bajé, encendí la luz y les dije que podían subir. Me senté en el sofá, con la mano en la oreja. Ya no quería que mis padres murieran. Pero entonces me di cuenta de que ya no podía hacer nada, que ya era muy tarde", confesó Suzane en el testimonio después de ser detenida.
No se sabe dónde estaba Suzane en su casa mientras el crimen ocurría y si, después, ella vio los cuerpos de sus padres. En consonancia con la reconstitución del crimen, se quedó en la planta baja, donde aprovechó para robar el dinero en metálico que había en la casa, guardado dentro de una maleta de cuero con contraseña. Suzane abrió la maleta, pues sabía el código, pero Daniel después la cortó con un cuchillo para forjar el robo de 8.000 reales, 6.000 euros y 5.000 dólares. También abrieron un cofre donde había joyas y un revólver, localizado en el cuarto. Los acusados esparcieron las joyas por el suelo y dejaron el revólver, intacto, al lado del cuerpo del ingeniero. Las barras de hierro ensangrentadas las lavaron en la piscina y todo lo que se usó en el crimen se colocó dentro de bolsas de basura, incluyendo sus ropas.
El dinero robado y algunas joyas se las quedó Cristian, como pago por su participación. Después del asesinato, le dejaron cerca del apartamento donde vivía con su abuela, y la pareja pasó a la tercera parte del plan: preparar la coartada. Suzane y Daniel se fueron al motel Colonial en la avenida Ricardo Jafet, en la región de Ipiranga, zona sur. Permanecieron en la suíte presidencial, por la cual pagaron cerca de 300 reales, pidieron una Coca-Cola y un sándwich de jamón. Daniel curiosamente pidió una factura, la primera expedida por el motel. La pareja estuvo en el motel de la 1h36 a las 2h56, según la policía.
Al dejar el motel, la pareja pasó por el cyber café para recoger a Andreas. Fueron hasta la casa del novio de la estudiante y dijeron al adolescente que él podría coger la mobilete de Daniel. Poco después, conforme al plan original, comenzó la segunda etapa de la simulación. Alrededor de las 4h, Suzane y Andreas volvieron a casa. Llegaron a la mansión, donde Suzane dijo haberse "extrañado" por el hecho de que las puertas estuvieran abiertas. Andreas entró en la biblioteca y llamó a sus padres, mientras Suzane, rezando, corrió para la cocina y cogió un cuchillo que entregó a su hermano, ordenándole que esperara fuera de la mansión. Suzane llamó a su novio y después, al lado de Andreas, llamó varias veces al teléfono de casa, esperando que sus padres lo cogieran.
A las 4h09, Daniel llamó a la policía. Dijo que estaba frente a la casa de su novia, que sospechaba que había habido un robo en la casa y pidió la presencia de un coche policial.
Alexandre Paulino Boto fue el primer policía que llegó allí. En su testimonio durante el juicio del trío, clasificó el asesinato como un “crimen de novatos”. “El crimen fue un procedimiento de novatos. Dejaron las joyas, móviles, dejaron un arma en el cuarto de la pareja. Si alguien quiere robar no dejaría eso en el lugar del crimen”, afirmó el policía, en 2006. “Un ladrón no dejaría el arma en el suelo." Boto dijo que el comportamiento de Suzane era extraño, que le preguntó cuáles serían los procedimientos que la policía seguiría. “Me extrañó la pregunta y la actitud impasible ante la muerte de sus padres”, afirmó. Enseguida, ella preguntó como estaban los padres. “Cuando yo dije que estaban bien, se espantó. ‘¿Cómo?’, preguntó.” El policía también se extrañó por las preguntas de Daniel, que llegó al local poco después. "Usted sabe si se llevaron alguna cosa de dentro de la casa? Parece que la familia guardaba todo el dinero en un cofre." Enseguida, Daniel dijo los valores exactos de las cantidades guardadas.
Mientras un policía permaneció con Suzane y Andreas del lado de fuera de la mansión, Boto y otro policía entraron en la residencia, con cuidado, pues aún cabía la posibilidad de encontrarse con un supuesto ladrón. En el piso de abajo, la biblioteca estaba totalmente patas arriba, el salón y la cocina estaban en orden. Una escalera llevaba al piso superior. Los PMs subieron y verificaron lo que parecía ser un cuarto femenino, con el armario revuelto y los peluches tirados en el suelo. El cuarto siguiente era típicamente masculino, con un aeromodelo colgado en el techo, todo organizado; 3 almohadas cubiertos por una sábana. El siguiente cuarto era del matrimonio, un hombre estaba muerto en la cama junto con un arma; la hipótesis de suicidio fue inmediatamente descartada, cuando Boto encontró un cuerpo femenino bajo las sábanas.
Temiendo la reacción de los jóvenes, los policías solicitaron un vehículo de rescate. A esas alturas de la noche, alrededor de las 4h30, la familia de Daniel ya estaba en el local, abrazada a Suzane y a Andreas. Boto pidió que Daniel contara a los hijos de la pareja que sus padres habían sido asesinados. Daniel les abrazó, bajaron la cabeza, cuchichearon. Andreas se alejó del grupo, aparentemente en estado de shock. Suzane se acercó Boto y le preguntó "¿Qué hago yo ahora?”.
Alrededor de las 5h, ya se oía el sonido de las sirenas aproximándose. El padre de Daniel, Astrogildo Cravinhos, se encargó de hablar con los reporteros de varias cadenas de televisión, mientras Suzane y Andreas iban a la comisaría. El reloj marcaba 6h y el comportamiento de los novios inmediatamente llamó la atención de todos en comisaría. Mientras esperaban a ser atendidos, Suzane dormía a ratos apoyada en el hombro de Daniel. Andreas estaba allí sentado, encogido y visiblemente abatido, mientras su hermana intercambiaba caricias con su novio. Mientras se redactaba la denuncia, se intercambiaban besos y carícias entre frase y frase. Suzane le dijo al delegado titular Dr. Enjolras Rello de Araújo, “Me gustaría que vosotros mataseis y torturaseis a esos hombres que han matado a mis padres” y sonrió a Daniel.

## Investigaciones
Para todos los envueltos en la investigación del asesinato de la pareja Von Richthofen, desde el inicio aquel latrocinio parecía una puesta en escena y las investigaciones se concentraron en las personas más próximas a la casa: hijos, empleada, compañeros de trabajo de Manfred en la empresa Dersa y pacientes de Marisia. La policía investigó la relación de Suzane con Daniel Cravinhos. Según amigos de la familia, Manfred y Marísia no aprobaban el noviazgo que, por presión de la madre, se rompió una vez. El día 4 de noviembre de 2002, Suzane prestó la segunda declaración en el Departamento de Homicidios y de Protección a la Persona (DHPP). El interrogatorio, para quitar dudas sobre eventuales contradicciones, duró aproximadamente dos horas.
Después de sospechar de la compra de una moto nueva por Cristian Cravinhos pocos días después de los asesinatos, la policía lo detuvo preventivamente, mientras interrogaban a Daniel. El día 8 de noviembre de 2002, Cristian, Daniel y Suzane confesaron el asesinato del matrimonio.

### Entrevista a Suzane en el programaFantástico
El Fantástico, programa dominical de la Red Globo, pasó nueve meses hablando con Denivaldo Barni, el abogado-tutor de Suzane, para conseguir una entrevista exclusiva. En este periodo, hubo una conversación telefónica y dos encuentros con Suzane, sin cámaras. A principios de abril de 2006, el abogado confirmó la realización de la entrevista, pidiendo que en este reportaje no se emitieran escenas de archivo. La grabación se hizo en dos etapas: la primera el 5 de abril de 2006 en el apartamento de Barni, en el barrio del Morumbi, São Paulo.
La tarde del 5 de abril, el Fantástico entrevistó a una joven de 22 años que hablaba y se vestía como una niña. Llevaba una camiseta estampada con Minnie y en los pies, zapatillas de conejos. El flequillo le cubría los ojos todo el tiempo. Suzane empezó la entrevista mostrando fotos de amigos y de la familia. Se notaba a lo largo de la entrevista que, cuando se le preguntaba acerca de lo que sentía por su exnovio, Suzane miraba a Barni: "Mucho odio. Mucho, mucho, mucho. Demasiado. Él destruyó mi familia, él destruyó todo, todo, lo más precioso que tenía me lo ha quitado. Lo más precioso que tenía…" Al comienzo de la grabación, la cámara registró una conversación entre Barni y Suzane. El micrófono, que ya estaba conectado, captó el diálogo. Él sugirió a Suzane que llorase en la entrevista. "Di que no ves. Llora…".
La entrevista salió a la luz el día 9 de abril de 2006. La cadena de televisión sugirió después que la entrevista a Suzane había sido una farsa de la Defensa para que la opinión pública cambiase su opinión sobre ella hacia la de: una niña tierna (usando zapatillas), inmadura, infantilizada y muy manejable y que por eso hizo lo que hizo. Basada en la idea de que Suzane suelta podría influenciar o confundir al jurado, fue detenida otra vez, al día siguiente de la entrevista.
Por otro lado, Barni defendió que pidiera que su cliente llorara para que ella sensibilizase a su hermano Andreas. Según Barni, Suzane luchaba para recibir la herencia de los padres, pero su hermano no estaba de acuerdo, habiendo accionado la Justicia en una "Acción de Exclusión" de Suzane como heredera - facultada por la legislación brasileña contra aquellos que atentaron contra la vida de los eventuales legadores.

## Juicio
El juicio de los tres reos se convocó para el día 5 de junio de 2006 en el 1.er Tribunal del Jurado de São Paulo. Suzane von Richthofen llegó al fórum alrededor de las 11h30. Los hermanos Cravinhos llegaron una hora antes. Estaba previsto que el juicio comenzase a las 13h.
Los abogados de los hermanos Cravinhos, Geraldo y Divaine Jabur — alegando que no tuvieron el tiempo suficiente con sus clientes para preparar la defensa — no comparecieron al jurado, con lo que el juicio de los hermanos fue cancelado. El juicio de Suzane también se aplazó después de que los abogados de Suzane se retirasen del plenario tras una discusión con el juez por el hecho de no haber comparecido una testigo imprescindible.
Con el objetivo de evitar nuevo aplazamiento, el juez del caso tomó algunas precauciones, como autorizar el encuentro entre los hermanos Cravinhos y uno de sus abogados a finales de junio de 2006, y nombrar un defensor público (y hasta un sustituto para este último) para defender los hermanos, si sus abogados faltasen otra vez. No se esperaban nuevas maniobras de la defensa de Suzane, pues ya no disfrutaba del beneficio de prisión domiciliar. Un nuevo juicio se convocó para el lunes, 17 de julio de 2006. La sentencia tuvo lugar en la madrugada del sábado, 22 de julio, a las 2h00.

### Primer día
El primer día del juicio (17 de julio de 2006), surgieron polémicas y nuevas versiones de los hechos. Los tres acusados testificaron. En su testificación, Suzane afirmó que no conocía nada del plan de matar a sus padres, plan que fue concebido y ejecutado única y exclusivamente por los hermanos Cravinhos. Ella también dijo que estaba "muy fumada" cuando el crimen ocurrió, que llevó a los hermanos a su casa sin saber que sus padres iban a ser asesinados, y que sólo se dio cuenta de lo ocurrido al volver a casa con su hermano Andreas. Afirmó que Daniel era excesivamente celoso. Hizo mención a una vez en que ella hizo un viaje a Alemania y él la obligó a gastar mucho dinero en tarjetas telefónicas, sólo para mantener el contacto. Cuando Suzane volvió, Daniel le dijo que no podría irse lejos de ella por tanto tiempo y que había intentado suicidarse por su ausencia. Suzane declaró haber comprado a Daniel regalos caros pagados con el dinero de sus padres. Según Suzane, le regalaba a Daniel DVDs, TVs y cosas muy caras. 'Él siempre estaba con dinero en la cartera pero era siempre mi dinero', declaró la hija de las víctimas del asesinato. Suzane también declaró que en el club de aeromodelismo donde ella y su hermano Andreas conocieron a Daniel, ella era conocida como "la gallina de los huevos de oro de la familia Cravinhos".
Otro punto de conflicto fue la pérdida de su virginidad: mientras ella afirmaba haberla perdido con Daniel Cravinhos, Daniel decía que Suzane la había perdido con su novio anterior. Según el periódico Hoja de S.paulo, esta discusión es relevante porque si fuese cierto podría caerse la principal tesis de la defensa de Suzane, la de que Suzane estaba fascinada por él.
Cristian, por su parte, también presentó nuevas informaciones: según él, sólo su hermano Daniel habría matado a Manfred y a Marísia. Cristian pensó que diciendo eso, Daniel pasaría menos tiempo detenido. El reo también insistió en que Daniel y Suzane estaban convencidos de cometer el crimen, a pesar de sus intentos de disuadirlos; según él, Suzane habría dicho: "Quiero matar a mis padres hoy". Según la fiscalía, Cristian perdería el beneficio de reducción de la condena por haber cambiado la versión de los hechos. Daniel afirmó, entre otros, que la mentora del crimen fue Suzane von Richthofen. Según él, era de conocimiento general la pésima relación entre su exnovia y sus padres. Daniel sostuvo que Suzane sufría agresiones físicas y verbales, además de abusos sexuales (hecho que Suzane negó: ella clasificó su familia como "normal, buena"). Por eso y por la herencia, Daniel afirmó que Suzane estaba convencida a matar a sus padres. Él también afirmó haber sido "usado" por la ex-enamorada para llevar a cabo su plan.
La defensa de los hermanos Cravinhos acusó a Suzane de "mentirosa" y pidió un careo entre los tres acusados, pedido acatado por el juez Alberto Anderson Hijo. Este careo esclarecería puntos cruciales, como por ejemplo quién fue el mentor y cuál fue el papel real de Suzane en el crimen – hay controversias en si ella habría visto o no el cuerpo de los padres.

### Segundo día
La parte principal del segundo día de juicio (18 de julio de 2006) fue el testimonio de Andreas, hermano de Suzane. La primera persona en ser oída, Andreas Albert von Richthofen, afirmó que ni él y ni su hermana fueron víctimas de abusos o malos tratos por parte de los padres, al contrario de lo que dijo Daniel Cravinhos. El muchacho clasificó la relación de Suzane con Manfred y Marísia como normal, sin conflictos excepcionales. También dijo haber sufrido "chantaje emocional" para que escribiera la nota diciendo que perdonaba a su hermana, y que la verdad es que no la perdonó; afirmó no creer en su arrepentimiento ni en su intención de renunciar a la herencia, y dijo que él y Suzane fueron influenciados por Daniel Cravinhos para fumar marihuana. Andreas también admitió sentirse amenazado por su hermana: "Dicen por ahí que es una psicópata. No lo sé, pero de una persona así la gente puede esperar cualquier cosa". Andreas reveló que aún no estaba consiguiendo hacer uso del dinero porque Suzane estaba complicando el proceso. Otra mentira de Suzane habría sido sobre el arma usada en el crimen. En su testimonio, ella dijo que el arma era de su hermano, lo que Andreas negó. Él dijo que Suzane sólo le pidió que jugara con ella fuera de la casa.
Por invitación del Ministerio Público, se escuchó también a la delegada de policía Cíntia Tucunduva Gomes. Ella desmontó la versión presentada el día anterior por los hermanos Cravinhos de que sólo Daniel habría golpeado las víctimas: para ella, las agresiones fueron simultáneas, pues sería imposible que uno de los dos hubiera sido atacado sin que el otro esbozara alguna reacción. Gomes también resaltó la frialdad de Suzane, que se portó de modo frío desde el principio – después de confesar el crimen, Suzane se habría peinado y preguntado al entonces enamorado si estaba guapa, antes de ser fotografiada y fichada en el DHPP (Departamento de Homicidios y de Protección a la Persona).
También se escucharon los testimonio de: Fábio de Olivo (agente penitenciario) y Hélio Artesi (padre de una ex-enamorada de Cristian ), que atestaron el buen comportamiento de los hermanos Cravinhos; Ivone Wagner, que testificó que Suzane apenas trataba a su madre; y el policía militar Alexandre Boto, que se "extrañó" ante la actitud de Suzane al llegar a la casa de los von Richthofen para verificar lo que había ocurrido.

### Tercer día
El tercer día del juicio (19 de julio de 2006), los abogados de Suzane intentaron una nueva maniobra para incluir nuevos documentos en los autos del proceso: véase la sección relativa a la Herencia. La madre de los reos Cristian y Daniel Cravinhos, Nadja Cravinhos de Paula, prestó un testimonio cargado de emoción. Resaltó el arrepentimiento y profunda vergüenza que sus hijos estaban sintiendo, a pesar de pedir a los jurados castigo para todos: "Cada uno tiene que pagar por lo que hizo, y no por lo que no hizo." Afirmó que perdonaba a todos, que los padres de Suzane eran agresivos cuando bebían y que de hecho abusaban sexualmente de la chica, que Andreas era demasiado influenciado por Suzane, y que Cristian ya no tenía problemas con drogas, pues lo había dejado diez años antes.
Reforzando la línea de defensa montada por el abogado de los hijos, Nadja declaró que Suzane no perdió la virginidad con Daniel y que Manfred y Marísia bebían mucho y "eran extremadamente agresivos" tanto entre ellos como con sus hijos. Nadja dijo que, cuando Suzane tenía que irse a la casa de campo con sus padres, entraba en pánico. "No sé si ella se hacía la víctima, haciendo de él (Daniel) un instrumento", contó la madre de los Cravinhos. Cristian y Daniel lloraron bastante durante el testimonio.
Horas después, Cristian - se cree que influenciado por el testimonio de la madre - cambió su propio testimonio, confesando haber golpeado a Marísia von Richthofen hasta la muerte. Él atribuyó la génesis del plan a Suzane: ella los habría convencido de participar en el asesinato alegando que, con sus padres, "no tenía vida", y también que Manfred la había intentado violar cuando ella tenía 13 años. Sin embargo, mantuvo en sus declaraciones que habría cerrado la puerta del coche y pisado con más fuerza el acelerador, para intentar despertar al matrimonio y darles alguna oportunidad de reacción. Dijo también que, muertos Manfred y Marísia, Suzane lo tranquilizó, diciendo: "No me has quitado nada. Me has dado una nueva vida". Al final del testimonio, Cristian lloró mucho y su padre lo abrazó. El juicio se suspendió por algunos minutos y el jurado retirado del plenario.
Testificó también Fernanda Kitahara, excompañera de la facultad de Suzane. Ella confirmó que Suzane y Andreas fumaban marihuana, y que quien compraba la droga era Daniel. Dijo que sabía que existían problemas entre Suzane y sus padres, resaltando el carácter controlador de ellos: "Ella tenía horario para volver a casa, ya fuese saliendo conmigo como con su novio" - por eso Suzane mentía a sus padres, para ver a Daniel. También dijo que Suzane era, en clase, una chica tranquila y sin amigos, debido a los celos exacerbados de Daniel, y contó que Suzane le dijo que su novio estaba siendo perseguido por el espíritu de un amigo, el "Negro" o "Negraco" que afirmaba que Suzane tenía que escoger entre sus padres o su novio.

### Cuarto día
El cuarto día de juicio (20 de julio de 2006) comenzó con la muestra de las imágenes del trabajo de los forenses realizado en el cuerpo de Marísia. La forense Jane Belucci usó las fotografías para esclarecer la dinámica de los eventos, y algunas fotos, como la del rostro desfigurado de Manfred, causó malestar general. El informe del IML (Instituto Médico Legal) concluyó que la madre de Suzane murió por traumatismo cráneo-encefálico, causado por "instrumento contundente", por varios golpes. En consonancia con el análisis, la madre de Suzane tuvo una muerte agónica, manteniéndose viva durante algún tiempo. Mientras se mostraban esas imágenes, los reos Suzane, Daniel y Cristian permanecieron de espaldas a la pantalla, sin en ningún momento mirar las fotos.
Él se reservó también para la lectura de testimonios de las testigos (aún en la fase procesal del caso) y para la exhibición de la reconstitución de la película y de una serie de reportajes acerca del crimen, además de los testimonios de los acusados. Daniel y Cristian lloraron copiosamente durante la exhibición de sus actos, y pidieron ir fuera del plenario. A Suzane no se le vio llorando, a pesar de las declaraciones contrarias de sus abogados, y también abandonó el plenario — para el fiscal Roberto Tardelli, sin embargo, arrepentimiento y desesperación no disminuían la pena. Los reos no se ponían de acuerdo sobre quienes fueron responsables de desordenar la biblioteca de la casa en la simulación de robo, y sobre el momento en que cogieron una botella de agua para tirar en las cabezas de las víctimas.
También se leyeron algunas cartas de amor intercambiadas por Suzane y Daniel. Mientras el muchacho se emocionó a punto de ser retirado del plenario, Suzane demostró vergüenza y malestar (especialmente en los momentos en que ella llamaba a Daniel "mi maridito" y otros motes similares, que arrancaron las risas del público), manteniendo su silla alejada de las de los hermanos.
Para el fiscal Tardelli, el comportamiento de los reos reflejó la "frialdad" de Suzane y el "descontrol emocional" de Daniel. La fiscalía dijo que intentaría probar que el crimen fue completamente planeado, que ninguno de los acusados fue inducido. Para esto pretendían recordar, entre otras cosas, que inmediatamente después del crimen Daniel y Suzane protagonizaron escenas de amor en la comisaría, mientras Cristian fue a una barbacoa, viajó y se compró una moto.

### Quinto día
El último día del juicio (21 de julio de 2006), se realizaron los careos entre la acusación y la defensa y, después de la decisión del Ministerio Público de dejar bastante tiempo a la réplica, el jurado se reunió para decidir el futuro de los reos. La abogada Gislaine Jabur intentó convencer al jurado de que no procedían los cargos pedidos por la Fiscalía Pública contra Cristian y Daniel: alegó que Cristian no podía ser acusado de doble homicidio, ya que él mató sólo a Marísia; dijo que no hubo motivo torpe, ya que él no tenía rencor de las víctimas; alegó, por fin, que no hubo alevosía (el informe del Instituto Médico Legal (IML) atestó que Marísia murió por traumatismo craneal, y no por la toalla colocada en su boca). En cuanto a Daniel, Gislaine recordó que, desde la reconstitución del crimen, el reo afirmó haber intentado despertar a Manfred después de haberlo golpeado, sacudiendo su brazo y pasando una toalla por su rostro. Los abogados también argumentaron que las acusaciones de fraude y robo no procedían, ya que Cristian se habría quedado con el dinero y las joyas a petición de Suzane.
Los fiscales Roberto Tardelli y Nadir de Campos Júnior pidieron al jurado la condena de los reos. La fiscalía acusó a la defensa de Suzane de prejuicio social, cuando ésta afirmó que la "niña millonaria", que vivía ajena a la realidad en un mundo de comodidad material, y que no tenía motivos para cometer un crimen, fue fácilmente manipulada por Daniel a hacerlo, ya que él, viniendo de una familia más humilde y teniendo un histórico de criminalidad y uso de drogas, tenía mayor propensión a cometer un crimen.
Al ser acusado por el fiscal de justicia Nadir de Campos Júnior, Daniel Cravinhos tuvo una crisis, empezó a llorar su hermano Cristian lo abrazó. Ambos fueron retirados del plenario. Suzane, por su parte, permaneció en el plenario con la cabeza baja, sin esbozar reacción.
Los cuatro hombres y tres mujeres que compusieron el jurado se reunieron alrededor de las 22h, en el fórum de la Barra Funda (zona oeste de São Paulo). Respondieron a un cuestionario en el que juzgaba la culpabilidad de cada uno de los reos en 12 ítems. Las respuestas posibles eran sí o no. En el caso de los hermanos Cravinhos, las cuestiones eran, entre otras, si hubo alevosía, si el medio usado fue cruel, si hubo posibilidad de defensa de las víctimas, y si había atenuantes. En el caso de Suzane, en seis preguntas los jurados debían decidir si ella actuó o no bajo coacción de los hermanos Cravinhos. Basándose en los cuestionarios, el juez Alberto Anderson Hijo, presidente del 1° Tribunal del Jurado, estableció y divulgó la sentencia.

## Sentencia
El Tribunal del Jurado condenó a Suzane Richthofen y a Daniel Cravinhos a 39 años de reclusión, seis meses más de detención, por el asesinato del ingeniero Manfred y de la psiquiatra Marísia von Richthofen, muertos a golpes el día 31 de octubre de 2002, en su residencia del barrio noble de Brooklin, en São Paulo. La pena-base fue de 16 años, 4 más por los agravantes, para cada una de las muertes. Ambos redujeron su pena un año; Suzane por tener 21 años, y Daniel, gracias a su confesión. Cristian Cravinhos fue condenado a 38 años de reclusión, seis meses más de detención. Su pena-base fue de 15 años, 4 más por los agravantes, también para cada una de las muertes. Él también tuvo su pena reducida un año por haber confesado el crimen. Aún condenados a casi 40 años, la ley brasileña sólo permite que un condenado esté en prisión un máximo de 30 años.
La sentencia se anunció a las 3h de la madrugada del día 22 de julio de 2006, por el juez Alberto Anderson Hijo, que presidió el juicio iniciado al comienzo de esa semana, el día 17, en el Forum Criminal de la Barra Funda, en la capital paulista. Los condenados aún podían recurrir, pero no pudieron quedarse en libertad. Tampoco pudieron ser sometidos a un nuevo jurado, pues las penas fueron inferiores a 20 años por homicidio practicado. El abogado de la defensa de Suzane Richthofen, Mauro Otávio Nacif, dijo que se iba "muy triste" del Tribunal y que no iba a recurrir la sentencia, pero que intentaría reducir la pena de su cliente.

## Prisión de los condenados
La noche del 20 de noviembre de 2002, Suzane fue transferida a la Penitenciaria Femenina de Carandiru. Daniel fue llevado a Belén 1 y Cristian a Belén 2. Suzane estaba sola en una celda con cama, televisión, ducha y vaso sanitario. Recibió aún la visita de la abogada Claudia Bernasconi y de dos otros defensores del ámbito civil. Suzane pidió recibir también la visita de su hermano Andreas, de 15 años, y de su abuela materna.
En diciembre de 2004, a Suzane se le denegó el habeas corpus. Sin embargo, en junio de 2005 le fue concedido, y Suzane fue liberada a finales de mes. Pero un día después de la polémica entrevista al Fantástico un domingo de abril de 2006, Suzane fue detenida nuevamente (12 de abril). La petición de prisión se hizo a la Justicia por el fiscal del caso, Roberto Tardelli, un día después de la publicación y retransmisión de las entrevistas concedidas por ella a la revista Vea y al programa Fantástico, de cadena televisiva Globo. El reportaje mostrado por la cadena Globo la noche del domingo quiso mostrar que la entrevista habría sido una "farsa" montada por la defensa de Suzane. La emisora publicó trozos tramos de grabaciones en los que los abogados sugerían a Suzane que llorase. En la petición, el fiscal presentó una foto de Suzane al lado de su abuela materna. Al decretar la prisión, el juez entendió que el hermano de Suzane, Andreas, estaba "a su alcance" y que "se hacían públicas las discrepancias entre Suzane y su hermano, debido a discordancias en el reparto de bienes de los padres fallecidos".
Daniel y Cristian recibieron en febrero de 2013 el derecho de régimen de tercer grado, en el que podían salir de día para trabajar y volver a la prisión a dormir. El 10 de mayo de 2013, salieron de la cárcel por primera vez desde 2006, después del periodo de cuarentena de la decisión de tercer grado, por el Día de la Madre.
En agosto de 2014, Suzane se benefició con la progresión de la pena, del régimen cerrado para el régimen de tercer grado, con derecho de trabajar durante el día y dormir en la prisión. En consonancia con la jueza Sueli de Oliveira Armani, de la 1.ª Vara de Ejecuciones Penales de Taubaté, la reo "estaba presa desde hacía 12 años, no había cometido infracción disciplinar o cualquier otro factor que deshonrase su histórico en la prisión, (...) no se podía negar el régimen intermediario". Según su abogado, Denivaldo Barni, Suzane iba a ejercer actividades de auxiliar en su oficina.
Poco menos de una semana después de esa decisión de la Justicia, Suzane pidió volver a permanecer en la prisión en régimen cerrado, en la Penitenciaria de Tremembé, donde cumplía la pena, alegando temor de ser hospitalizada en otro presidio - hecho que ya aconteció cuando se encontraba presa en el Carandiru. Afirmó aunque necesitaba del salario que recibía por su trabajo en el taller de confección de ropas de la FUNAP, en la penitenciaria de Tremembé, donde tenía buena relación con las demás detenidas. Lo pedido quedó por ser analizado.
En octubre de 2014, Suzane anunció su boda con otra detenida, Sandra Regina Ruiz Gomes, condenada a 27 años de prisión por el secuestro y muerte de un adolescente en São Paulo. Sandra era la ex de Elise Matsunaga, que estaba presa por matar y descuartizar a su marido, Marcos Matsunaga, en 2012. Para convivir con Sandra, Suzane tuvo que firmar un documento de reconocimiento afectivo, exigido a todas las presas que decidían vivir juntas. Con ese documento, ella se mudó del ala de las evangélicas, donde vivía, y pasó a convivir en la celda de las presas casadas, donde dividía el espacio con ocho parejas más. Algunas presas cercanas a Elise y a Sandra dijeron que ambas estaban juntas desde principios de año y que la relación acabó por culpa de Suzane. Las tres trabajaban en el taller de costura de la prisión, donde Suzane era jefa. Parece que su relación de noviazgo con Sandra fue uno de los motivos por el que Suzane pidió el regreso al régimen cerrado en la prisión.
En febrero de 2015, Suzane se quedó sola en la Penitenciaria de Tremembé, porque su compañera, Sandra Regina, conocida como Sandrão, cambió el régimen cerrado y fue transferida para el Centro de Reinserción Femenino de San José de los Campos. La transferencia supuso la vuelta de Sandra Regina a la misma prisión donde fue expulsada en 2010, después de agredir a un funcionario de prisiones. El Centro de Reinserción de San José de los Campos actualmente recibe sólo presas en régimen de tercer grado, que permiten a los detenidos trabajar de día y dormir por la noche en la prisión, o trabajar en la misma institución penitenciaria. En el caso de que Suzane pidiera el derecho de régimen de tercer grado, habría plazas para ella en aquella prisión, y así estar cerca de su compañera sentimental.
En octubre de 2015, Suzane, presa hacía ocho años en la cárcel femenina de Tremembé, se ganó el derecho de pasar para el régimen semiabierto, pues ya había cumplido más de un sexto de la condena de 39 años que le fue imputada, y había mostrado buen comportamiento. Con la decisión del Tribunal de Justicia de São Paulo, la condenada podía trabajar fuera de la cárcel en horario comercial y dormir en la prisión. Suzane también tendría derecho a la próxima salida, en Navidad. A pesar del nuevo régimen, Suzane no cambió de cárcel, pues la defensa pidió que continuase en Tremembé, en el ala recién-construido, con capacidad para 78 detenidas, y que, en ese momento, tenía sólo 22 mujeres.
En mayo de 2016, Suzane fue confinada a una celda solitaria en el Presidio de Tremembé, donde hoy cumple pena, por haber informado una dirección errónea con ocasión de la salida que le fue permitida para pasar el Día de la Madre fuera de la prisión. Según el reportaje del programa Fantástico, de la Red Globo de Televisión, Suzane fue localizada en la ciudad de Angatuba, en el interior de São Paulo, en una dirección que no se correspondía con la que dio a la Secretaría de Administración Penitenciaria. Para la defensa de Suzane, el asunto no pasaba de un mal-entendido, pues la dirección donde fue detenida distaba sólo tres kilómetros de la que ella informó, en la misma ciudad. Suzane fue conducida de vuelta a la cadena, donde se quedó en "régimen de observación", durante diez días, hasta que se resolviera la infracción. Por "haber cometido infracción grave", la Justicia de São Paulo suspendió la concesión del régimen semiabierto, y Suzane volvió al régimen cerrado. Según la investigación policial, Suzane fue hallada en el Barrio de los Diogos, en una casa de campo de la hermana de su nuevo novio, dueña de la farmacia localizada en la dirección que Suzane había dado cuando salió de la cárcel con ese permiso temporal. El nuevo novio de Suzane, Rogério Olberg, conocido como "el alemán", era un empresario, de actividades desconocidas, y a quién Suzane conoció en la cárcel de Tremembé, cuando este visitaba a otra hermana presa en el mismo local. Desde la transferencia de Sandra Regina Ruiz Gomes, la "Sandrão", con quién Suzane compartió celda de parejas, al régimen semiaberto, en San José de los Campos, las dos mujeres se habían separado.

## Entrevista a Suzane en elPrograma de Gugu
En febrero de 2015, doce años después de su condena, Suzane concedió una entrevista al Programa del Gugu, que se estrenaba en la Red Record. En esta ocasión ella hizo revelaciones inéditas, tales como haber planeado el asesinato de los padres, juntamente con los hermanos Cravinhos, así como estar arrepentida de sus actos. Confesó que conoció a Daniel, que se hicieron novios, cuando tenía 14 años, a través de su madre, y que con él llevaba una vida "en la que podía hacer de todo", inclusive consumir drogas (marihuana). Admitió echar en falta la presencia de sus padres, y manifestó que tenía ganas de que su hermano Andreas le perdonase. Confirmó su intención de olvidarse de la herencia paterna, e hizo revelaciones sobre su relación con Sandra Regina, con la que se vive como pareja desde finales de 2014. Elogió a su compañera y anunció que las dos pretendía continuar su relación cuando saliesen de la cárcel. En cuanto al hecho de descubrir que podía mantener relaciones sexuales con una mujer, Suzane admitió que sucedió de forma natural, con la convivencia en la cárcel. También confeso que Daniel Cravinhos fue el primer y único hombre con el que mantuvo relaciones íntimas.

## Herencia
La herencia de los von Richthofen está valorada en más de 11 millones de reales. Cuando Suzane cumplió 18 años, en noviembre de 2001, su padre abrió una cuenta de 30 millones de euros en Suiza, a su nombre. El dinero probablemente era fruto de actos de corrupción de la empresa DERSA, empresa en la que Manfred Von Richthofen era el ingeniero responsable de la construcción del tramo oeste del Rodoanel Mário Covas, de presupuesto millonario. Como la cuenta estaba a su nombre, nada impediría que Suzane accediera a ese dinero después de cumplir su condena.
Andreas Von Richthofen, el hermano de Suzane, se mantuvo en silencio desde el juicio del caso, pero decidió manifestarse en marzo de 2015 para refutar las acusaciones contra su padre. Según la denuncia del procurador Nadir de Campos Júnior, Manfred mantenía cuentas en el exterior a nombre de Suzane con dinero que habría sido desviado de la estatal donde trabajaba. En la carta dirigida a Campos Júnior, Andreas dijo: "Si hay cuentas en el exterior, que el Sr. presente las pruebas, muestre cuáles son y dónde están, pues yo también quiero saberlo y entiendo que su posición y prestigio lo capacitan plenamente para tal. Pero si se trata de rumores maliciosos y no existen pruebas, que el Sr. se retracte y se calle a ese respeto, para no permitir que la mezquindad y la crueldad de este crimen manche erróneamente la reputación de personas que no están aquí para defenderse, mis padres Manfred Albert y Marísia von Richthofen." Al referirse al procurador, Andreas también dijo que entendía "la rabia y la indignación contra los tres asesinos". "Una gran parte de la sociedad comparte de ese sentimiento. Yo también. Es repugnante", dijo sobre el asesinato.
En cuanto al patrimonio de la pareja von Richthofen, el día 8 de febrero de 2011, la justicia decidió que Suzane era indigna de recibir la herencia, al ser condenada por matricidio. El proceso de inventario y reparto estaba bajo análisis de la justicia desde diciembre de 2002, dos meses después del crimen. Suzane aún intentó conseguir pensión alimenticia de los bienes de sus padres, pero la petición le fue denegada por los tribunales.
En octubre de 2014, Suzane acudió a la Justicia con el fin de renunciar a toda la herencia en beneficio de su hermano, Andreas, y manifestó ganas de reencontrarse con él. Los dos no se ven desde el juicio, en 2006. En el mismo documento, ella dispensó al abogado Denivaldo Berni, que la había acompañado todos esos años, alegando sentirse insegura en cuanto a su actuación "tanto en el aspecto judicial, como en el personal". Además de eso, pidió que le prohibieran visitarla. Entre los bienes de la herencia, se encuentra la residencia de la familia Von Richthofen, valorada en cerca de tres millones de reales.
En marzo de 2015, la Justicia de São Paulo determinó que la herencia de la familia se entregase sólo a Andreas, hermano de Suzane. En la sentencia, el juez determinó que ella debía ser excluida del reparto, por considerarla "indigna". (La 'indignidad para suceder' es una causal legal o judicial por el cual uno o varios herederos son despojados del derecho real de herencia en razón de haber cometido algún acto agravioso contra el causante, por ejemplo, si la mujer abandona a su marido minusválido y postrado en cama, o si el hijo mata a su madre, entre otras causales de indignidad dependiendo de la legislación del país de que se trate)

## Repercusión
Después del caso de los von Richthofen hacerse público, el diputado federal Paulo Baltazar (PSB-RJ) elaboró un proyecto de ley que impide que los condenados por crímenes contra familiares tengan acceso a los bienes de la(s) víctima(s). El proyecto fue aprobado por la Comisión de Constitución y Justicia (CCJ) de la Cámara en abril de 2006, y espera aprobación del Senado. En aquel entonces también fue aprobado el Proyecto de Ley 141/2003, del mismo autor, que tramitaba junto con el anterior, y que excluye de la herencia quien mate o intente matar al cónyuge, compañero, ascendiente o descendiente.

### Supuesto abuso sexual practicado por el Fiscal de Justicia
En septiembre de 2010, el fiscal de justicia Eliseu Berardo fue acusado por Suzane de abuso sexual y recibió, por parte de la Magistratura del Ministerio Público de São Paulo, como castigo, una suspensión de 22 días sin derecho a recibir salario. Sin embargo, según la Magistratura, el castigo fue motivado por acúmulo de diversos factores. El fiscal negó vehementemente todas las acusaciones.